# Juan Bautista Romero Almenar
Juan Bautista Romero Almenar (1807 - 1872), Marqués de San Juan, va ser un comerciant i filantrop valencià conegut per les seves obres de beneficència i arquitectura: Hort de Romero i Plaça de Bous de València.